# Нидербромбах
Нидербромбах (нем. Niederbrombach) — община в Германии, в земле Рейнланд-Пфальц. 
Входит в состав района Биркенфельд. Подчиняется управлению Биркенфельд.  Население составляет 450 человек (на 31 декабря 2010 года). Занимает площадь 7,28 км².